# غابرييل مورارو
غابرييل مورارو (بالرومانية: Gabriel Moraru)‏ مواليد 28 يناير 1982 في كونستانتسا، جمهورية رومانيا الاشتراكية، هو لاعب كرة مضرب روماني بدأ مسيرته كمحترف سنة 2001 يلعب باليد اليمنى ويحتل حالياً المرتبة رقم. 913 (22 أكتوبر 2012) في تصنيف رابطة محترفي كرة المضرب. أعلى تصنيف له في الفردي كان المركز الـ 234 في سنة 2005.

## روابط خارجية
- غابرييل مورارو على موقع رابطة محترفي التنس (الإنجليزية)
- غابرييل مورارو على موقع الاتحاد الدولي لكرة المضرب (الإنجليزية)
- غابرييل مورارو على موقع خلاصة التنس.كوم (الإنجليزية)
- غابرييل مورارو على موقع إي إس بي إن.كوم (الإنجليزية)